# Araguanã (Tocantins)
Araguanã is een gemeente in de Braziliaanse deelstaat Tocantins. De gemeente telt 5.248 inwoners (schatting 2009).